# Chiến tranh Bảy ngày (Pietermaritzburg)
Chiến tranh Bảy Ngày là một cuộc xô xát vùng phía nam thành phố Pietermaritzburg ở Nam Phi. Trong 7 ngày, từ 25 tháng 3 đến 31 tháng 3 năm 1990, hàng ngàn người có vũ trang thuộc nhóm Inkatha tràn vào cướp bóc, đốt phá nhà cửa và giết hại thường dân cư ngụ tại hai thung lũng Vulindlela và Edendale. Khoảng 200 người bị giết, hàng trăm nhà bị đốt rụi và 20.000 người phải di tản.